# イエメンサッカー協会
イエメンサッカー協会（イエメンサッカーきょうかい、アラビア語: الاتحاد اليمني لكرة القدم、英: Yemen Football Association）は、イエメンにおけるサッカー協会である。略称はYFA。本部は首都であるサナアに置かれる。

## 歴史
1962年に設立された。アジアサッカー連盟には1962年に、国際サッカー連盟には1980年に加入。また、西アジアサッカー連盟には2009年より加盟している。

## 運営・組織
- イエメンリーグ
- サッカーイエメン代表
- U-23サッカーイエメン代表
- サッカーイエメン女子代表（英語版）

## 歴代会長
- Ali Al Ashwal 1987-2000
- Mohammed Abdel-ilah Al Qadhi 2000-2006
- Ahmed Saleh Al-Eissi 2006-